# Temporada 1878 de la Liga Nacional
La Temporada 1878 de la Liga Nacional fue la tercera temporada de la Liga Nacional.
Los Boston Red Caps lograron su segundo campeonato en la liga.

## Estadísticas
|                         | \| Liga Nacional[2] \| \| \| \| \| \| Club \| G \| P \| PG % \| GB \| \| Boston Red Caps \| 41 \| 19 \| .683 \| - \| \| Cincinnati Reds \| 37 \| 23 \| .617 \| 4.0 \| \| Providence Grays \| 33 \| 27 \| .550 \| 8.0 \| \| Chicago White Stockings \| 30 \| 30 \| .500 \| 11.0 \| \| Indianapolis Blues \| 24 \| 36 \| .400 \| 17.0 \| \| Milwaukee Grays \| 15 \| 45 \| .250 \| 26.0 \| |    |      |      |
| Liga Nacional           | |    |      |      |
| Club                    | G | P  | PG % | GB   |
| Boston Red Caps         | 41 | 19 | .683 | -    |
| Cincinnati Reds         | 37 | 23 | .617 | 4.0  |
| Providence Grays        | 33 | 27 | .550 | 8.0  |
| Chicago White Stockings | 30 | 30 | .500 | 11.0 |
| Indianapolis Blues      | 24 | 36 | .400 | 17.0 |
| Milwaukee Grays         | 15 | 45 | .250 | 26.0 |

|  | Campeón. |